# Едвард Москала
Едвард Джон Москала (англ. Edward John Moskala; нар. 6 листопада 1921, Чикаго — пом. 9 квітня 1945, Окінава) — американський військовослужбовець, рядовий першого класу армії США часів Другої світової війни. Кавалер Медалі Пошани (посмертно), удостоєний найвищої відзнаки за проявлений героїзм та самопожертву в ході битви за Окінаву.
Едвард Москала вступив до лав американської армії зі свого рідного міста Чикаго, штат Іллінойс, і до 9 квітня 1945 року служив рядовим першого класу в роті «С» 383-го піхотного полку 96-ї піхотної дивізії. Того дня на хребті Какадзу на острові Окінава він знищив дві ворожі кулеметні позиції, а потім добровільно залишився, щоб прикрити відхід свого підрозділу. Пізніше він допомагав рятувати поранених, які залишилися, і загинув, допомагаючи іншому пораненому товаришу. Через десять місяців, 26 лютого 1946 року, він був посмертно нагороджений медаллю Пошани.
Едварда Москалу, якому на момент смерті було 23 роки, поховали на Національному кладовищі Рок-Айленд, штат Іллінойс.